# هيتشين وهاربيندين (دائرة انتخابية في المملكة المتحدة)
هيتشين وهاربيندين (بالإنجليزية: Hitchin and Harpenden)‏ هي إحدى الدوائر الانتخابية في المملكة المتحدة الممثلة في مجلس العموم في برلمان المملكة المتحدة.
عضو البرلمان الذي يمثلها حالياً هو :Rt Hon Peter Lilley (Con).